# Castell de Český Krumlov
El castell de Český Krumlov es una edificació residencial que es troba a la ciutat de Český Krumlov en la República Txeca. El primer castell es remunta a l'any 1240. Va ser construït per la família Witigonen, la branca principal dels poderosa família Rosenberg.

## Història
Al segle xvii, la nissaga dels Rosenberg es va extingir i el domini de Krumau va ser atorgat a Hans Ulrich von Eggenberg per l'emperador Ferran II. Eggenberg va ser nomenat duc de Krumau. Després de la mort del fill de Hans Ulrich, Joan Antoni I d'Eggenberg, el castell va ser administrat entre els anys 1649 i 1664 per la seva vídua, Anna Maria de Brandenburg-Bayreuth (1609-1680).

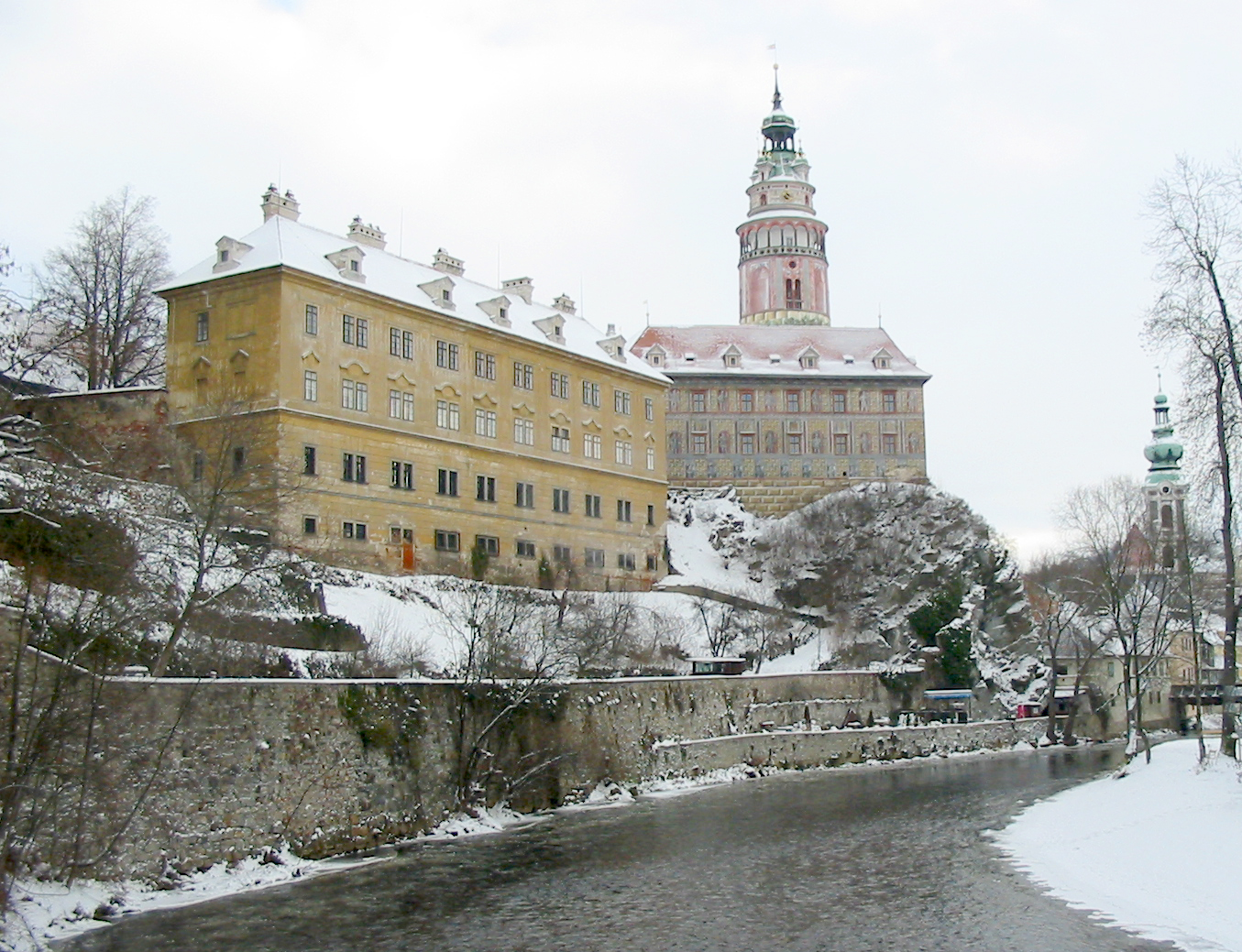
Vista del castell des del riu Moldava

Un dels seus dos fills, Joan Cristià I d'Eggenberg, va ser el responsable de les renovacions barroques i de les ampliacions del castell, incloent el teatre, ara conegut com a teatre Eggenberg. Quan la línia masculina dels Eggenberg es va estingir el 1717, el castell i el ducat van passar a la casa Schwarzenberg.
El 1947, les propietats de la família Schwarzenberg, incloent les de Český Krumlov, van ser transferits a les propietats provincials txeques i, el 1950, van passar a ser propietat de l'Estat Txecoslovac. Tota la zona va ser declarada monument nacional el 1989, i el 1992 va ser afegit al llistat del Patrimoni de la Humanitat de la UNESCO dins la denominació «Centre Històric de Český Krumlov».
El castell alberga el teatre del castell de Český Krumlov, que és al cinquè pati del complex. És un dels teatres barrocs millor conservats amb el seu edifici original, auditori, fossat de l'orquestra, escenari, tecnologia de l'escenari, maquinària, cortines de l'escenari, llibrets i vestuari, entre d'altres.